# Hallesche Kaliwerke
Die Hallesche Kaliwerke Aktiengesellschaft ist ein ehemaliges Kalibergwerk zwischen den Teutschenthaler Ortsteilen Angersdorf und Zscherben, am Stadtrand von Halle. Die Schachtanlage ist untertägig mit dem Grubenfeld des nördlich angrenzenden einstigen Kaliwerkes Gewerkschaft Saale verbunden. In letzterem wurden lediglich Strecken aufgefahren, ohne dass Kali- oder Steinsalz abgebaut wurde. Die Gewerkschaft Saale war im Besitz der Halleschen Kaliwerke Aktiengesellschaft, bergrechtlich jedoch wegen der sogenannten Quotierung selbständig.
Für beide Bergwerke ist auch die ortsübliche, aber inoffizielle Bezeichnung „Schachtanlage bzw. Grubenfeld Angersdorf“ geläufig; heutige sind beide Betriebsabteilungen der GTS Grube Teutschenthal Sicherungs GmbH & Co. KG, die ein Tochterunternehmen der Geiger Unternehmensgruppe ist. Wegen der geringfügigen bergmännischen Auffahrungen im Grubenfeld Saale soll diese Bergwerksanlage im Weiteren zusammen mit der der Halleschen Kaliwerk Aktiengesellschaft abgehandelt werden.
Die Schächte der beiden Bergwerke, Schacht Saale und Schacht Halle, liegen nur 730 m Luftlinie voneinander entfernt.

## Geologie

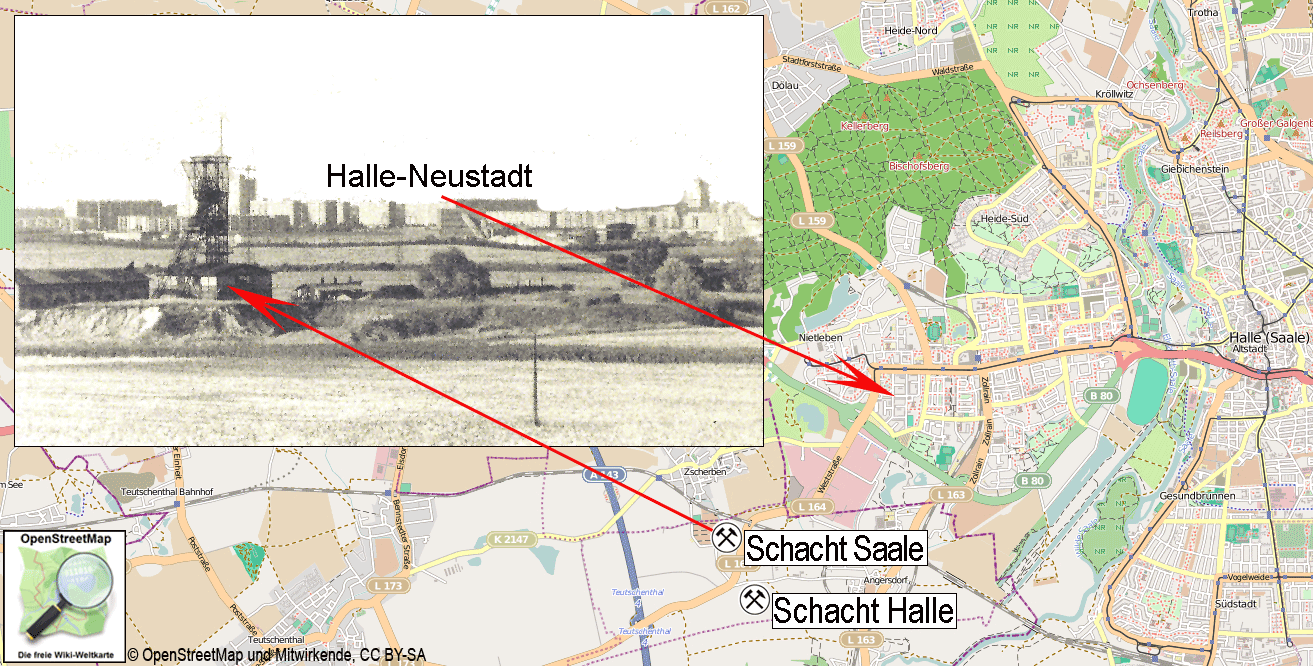
Lage der Alt-Kalischächte Saale und Halle

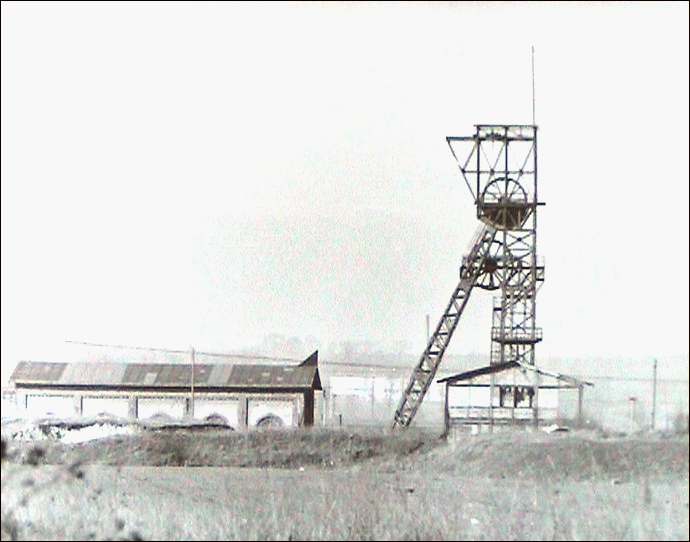
Ansicht der Schachtanlage Saale um 1950

Das Kaliflöz Staßfurt wurde auf eine streichende Entfernung von etwa 1,6 km vollständig aufgeschlossen und erwies sich in allen Teilen als überaus regelmäßig abgelagert bei einer Mächtigkeit bis zu 40 m. Die bauwürdige Lagermächtigkeit des Steinsalzes beträgt ca. 50 m.
Geologisch gesehen befindet sich das Grubenfeld Angersdorf an der Nordostflanke des Teutschenthaler Sattels bzw. am Südflügel der Bennstedt-Nietlebener-Spezialmulde. Auf den sehr nahe beieinander gelegenen Grubenfeldern Teutschenthal und Angersdorf liegen annähernd die gleichen geologischen Verhältnisse vor. Im Grubenfeld Angersdorf bestehen unter Einbeziehung der Kupferschiefer-Erkundungsbohrungen (UT-Bohrungen Teutschenthal 1 und 2) Aufschlüsse vom mittleren bis oberen Perm (Eislebener Schichten bis Schneesalz). Speziell das Schneesalz ist in einem in Richtung NNW gefahrenen Querschlag angefahren worden, dessen Endpunkt nur rd. 12 m unter dem Unteren Buntsandstein liegt.

## Geschichte des Unternehmens
Die Hallesche Kaliwerke Aktiengesellschaft wurde 1905 gegründet, firmierte ab 1929 als Hallesche Salzwerke AG, übernahm im Jahre 1937 die 1910 gegründete Gewerkschaft Saale sowie die Chemische Fabrik Kalbe GmbH und verlegte ihren Firmensitz nach Calbe. Fortan hieß diese Aktiengesellschaft Hallesche Salzwerke und Chemische Fabrik Kalbe. Noch 1945 wurde der Sitz erneut nach Halle verlegt. 1947 wurde die Aktiengesellschaft ohne Zustimmung der Sowjetischen Militäradministration (SMAD) enteignet. Es folgte die Überführung des Gesellschaftsvermögens und somit auch der bei Angersdorf gelegenen Schachtanlagen in Volkseigentum. Am 1. Januar 1952 wurden die Halleschen Salzwerke als VEB Hallesche Salzwerke Angersdorf dem Kaliwerk Teutschenthal angegliedert.
Seit dem 12. Mai 1992 gehören die Schachtanlage Angersdorf sowie die benachbarten und untertägig miteinander verbundenen Schachtanlagen Salzmünde und Teutschenthal der Gesellschaft GTS Grube Teutschenthal Sanierungs-GmbH.

## Die Such- und Erkundungsarbeiten
Im Höffigkeitsgebiet wurden von der „Internationalen Bohrgesellschaft in Erkelenz“ eine größere Anzahl von Tiefbohrungen niedergebracht, von denen die Bohrungen Zscherben I, II, IV und V, Bennstedt II und Holleben II, IV und VI salzfündig wurden. Die Bohrung Zscherben II, welche bei 579,06 m Teufe das Steinsalz erbohrt hatte, wurde weitergeführt und erschloss ein von 712,0 m bis 752,5 m reichendes Carnallitlager; Zscherben I erbohrte Carnallit von 909,5 m bis 957,0 m, Holleben IV erbohrte Hartsalz von 539,0 m bis 544,6 m und Carnallit von 593,17 m bis 594,67 m, Holleben VI erbohrte Carnallit von 593,17 m bis 594,67 m. Die übrigen Bohrungen wurden nur zwecks Feldesverleihung bis zum Steinsalz geführt. Das aufgeschlossene Hartsalzlager ergab einen Durchschnittsgehalt von 19,66 % KCl.

## Die geologischen und hydrogeologischen Lagerstättenbedingungen

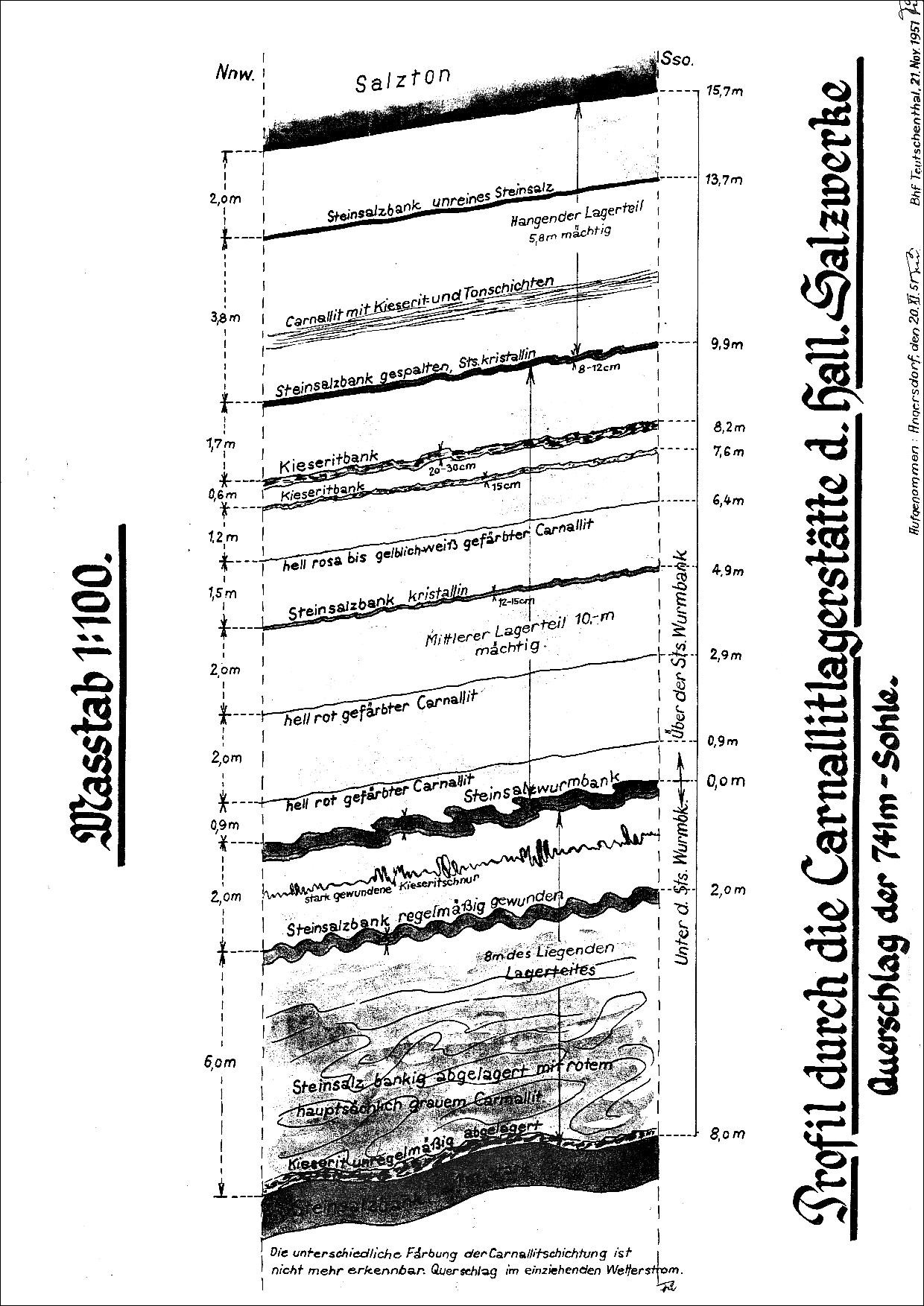
Kalilagerstättenprofil des Grubenfeldes Halle

Die geologischen und hydrogeologischen Lagerstättenbedingungen sind im Wesentlichen die gleichen wie bereits ausführlich im Artikel über das Kaliwerk Teutschenthal beschrieben.
Nach Götze (in Pelzel et al., 1978) liegt die Schachtanlage Angersdorf am SSE-Flügel der Bennstedt-Nietlebener Spezialmulde, an die sich im SE die NE-Flanke des Teutschenthaler Sattels anschließt. Das Einfallen der Lagerstätte schwankt zwischen 7 und 9 Grad. Der Salzspiegel befindet sich rd. 1000 m südlich von Schacht Halle im Bereich der Bohrungen Holleben 1, 2 und 3. Dieser geht in Richtung Osten in einen östlich fallenden Salzhang über, an dem eine tief herabgreifende Salzauslaugung stattfand (die 0T-Bohrung Wörmlitz traf nur noch das Werra-Steinsalz an). Die Ursache dieser Auslaugungserscheinungen ist einmal darin zu sehen, dass die hangenden Glieder des Mesozoikums sich nach Osten heraushoben, unter tertiärer Bedeckung in breiten Streifen ausstreichen und so den Tageswässern eine breite Einzugsmöglichkeit geben.
Zum anderen steht die große Auslaugungstiefe im Zusammenhang mit der faziellen Ausbildung des Zechsteins; während in westlicher Richtung Grauer Salzton und Hauptanhydrit in normaler Ausbildung vorliegt, tritt in östlicher Richtung eine Zunahme der Karbonatfazies (unregelmäßige Schichtenfolge von mergeligen Karbonaten und Anhydriten) auf. Die Gesteine der Karbonatfazies waren stark geklüftet und verursachten eine starke Wasserzirkulation. Nach der Ablaugung der mächtigen Salzlager des oberen Zechsteins entstanden Einsturzbildungen, die durch die überlagernden Schichten wieder so zu Brekzien zusammengepresst wurden, dass sie trockene Gesteine bildeten. Nur in einzelnen Fällen sind diese Gesteine heute Träger von Solen (z. B. OT-Bohrung Wörmlitz, OT-Bohrung Pfännerschaft). Auch für die hydrogeologischen Verhältnisse des Deckgebirges treffen die für die Grube Teutschenthal gemachten Ausführungen zu.
Beim Abteufen des Schachtes Halle waren von Beginn an starke Wasserzuflüsse zu verzeichnen. Die Zuflüsse stammten aus dem Mittleren und Unteren Buntsandstein. Am stärksten waren die Zuflüsse im Teufenabschnitt 130–140 m mit 20 m3/h. Über die Wasserzuflüsse beim Schachtabteufen des Schachtes Saale liegen nur spärliche Aufzeichnungen vor. Für die Teufe von 20 m wird ein Zufluss von 20 l/min angegeben, der mit zunehmender Teufe auf 170 l/min anstieg. Den Aufzeichnungen der 1950er Jahre zufolge schwankten die Zuflüsse infolge undichten Schachtausbaus zwischen 16 und bis zu 30 l/min. Infolge Auswaschungen des im Carnallitit stehenden Füllortes setzte sich dessen Ausmauerung in den Jahren 1949 und 1955. Um weitere Schäden zu vermeiden, leitete man die zusitzenden Wässer in die nördlich vom Schacht befindlichen, tiefergelegenen Strecken. Dabei entstanden hier 5–10 m tiefe, canyonartige Ausspülungen und Spalten sowie größere Unterschrämungen von Strecken.
Die tektonischen Verhältnisse der Lagerstätte werden von ihrer Lage im SE-Teil der Bennstedt-Nietlebener Spezialmulde bestimmt. Größere tektonische Störungen wurden im Bereich des Grubengebäudes und in der näheren Umgebung nicht festgestellt. Lediglich die das Kalilager durchsetzenden Steinsalz- und Kieseritlagen bzw. die die Steinsalzlager durchziehenden Anhydrit- und Tonlagen weisen durch Verfaltungen auf kleintektonische Bewegungen hin.

## Die Unternehmensentwicklung beider Werke seit ihrer Gründung bis zum Jahr 1992

### Hallesche Kaliwerke Aktiengesellschaft
Gründung

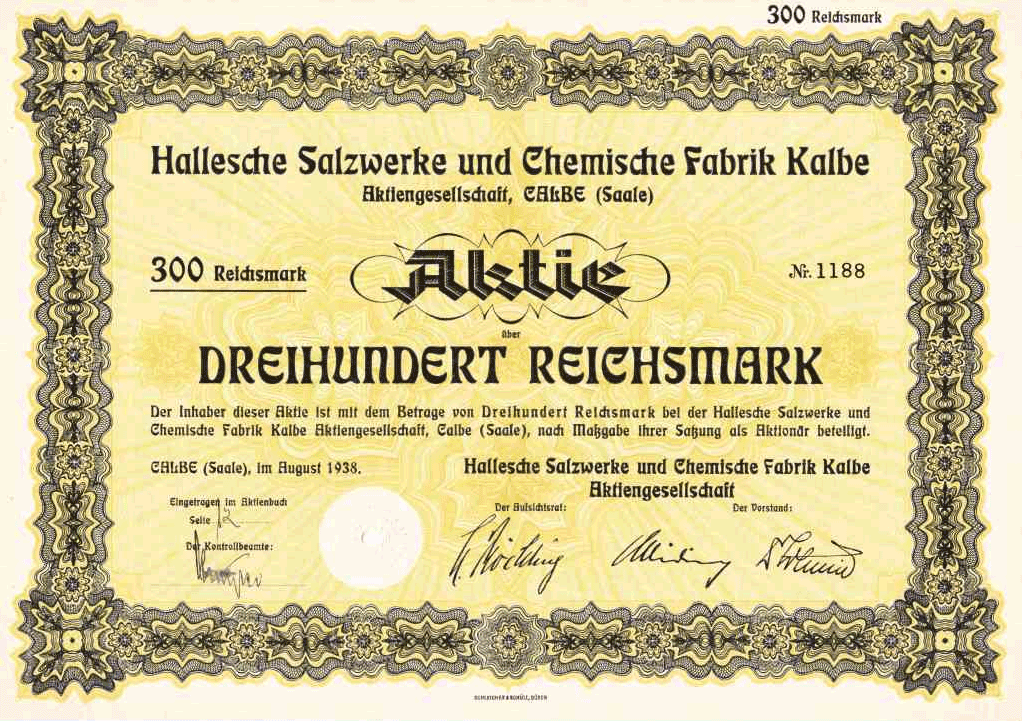
Aktie „Hallesche Salzwerke und Chemische Fabrik Kalbe“ (vom August 1938)

Die „Hallesche Kaliwerke Aktiengesellschaft“ wurde am 14. November 1905 in Köln gegründet. Gründer waren die Internationale Bohrgesellschaft in Erkelenz, Generaldirektor Anton Raky in Erkelenz, Johann Ohligschläger in Aachen, die Rheinische Bank in Essen-Ruhr, Fa. Wulkow und Cornelsen in Hamburg, Gebrüder Röchling in Saarbrücken, Jean Balthazar in Bonn sowie die Sächsisch-Thüringische Aktiengesellschaft für Braunkohlenverwertung in Halle/Saale.
Die handelsgerichtliche Eintragung der Gesellschaft erfolgte am 14. Februar 1906 und nach Verlegung des Sitzes von Köln nach Schlettau am 18. Juli 1907.
Gerechtsame
Acht vom Oberbergamt Halle verliehene Preußische Normalfelder mit den fündigen Bohrungen Zscherben I und Holleben und der später fündig gewordenen Bohrung Zscherben II in den Gemeinden Schlettau, Beuchlitz, Zscherben, Graunau, Bennstedt und Holleben bei Halle/Saale.
Beteiligungen
Die Gesellschaft besaß die gesamten 1000 Kuxe der Gewerkschaft Saale sowie 975 Gesellschaftsanteile der Chemischen Fabrik Kalbe G.m.b.H.
Grundkapital
Es betrug ursprünglich fünf Millionen Mark. Hiervon wurden zwei Millionen Mark (= 2000 Aktien) den Gründern der Gesellschaft für das Einbringen der Kali-Gerechtsame der Gesellschaft erstattet, und zwar:
1. der Internationalen Bohrgesellschaft 1194 Stück,
2. Johann Ohligschläger 412 Stück,
3. der Rheinischen Bank 218 Stück sowie
4. der Sächsisch-Thüringischen Aktiengesellschaft für Braunkohlenverwertung 176 Stück.

Kapitalerhöhungen
Mit Beschluss der Generalversammlung vom 14. Oktober 1918 durch Ausgabe von nom. 1,4 Millionen Mark neuer Stammaktien, die zum Umtausch gegen Kuxe der Tochtergesellschaft „Gewerkschaft Saale“ verwandt wurden. Weitere Erhöhungen sind aus den Jahren 1920, 1921 und 1922 belegt.
Änderungen der Firmennamen und Eigentumsverhältnisse
1929 firmierte die Gesellschaft um und nannte sich fortan Hallesche Salzwerke Aktiengesellschaft. Sie übernahm 1937 neben der Gewerkschaft „Saale“ auch die Chemische Fabrik Kalbe GmbH und verlegte ihren Firmensitz von Schlettau nach Calbe. Fortan hieß sie Hallesche Salzwerke und Chemische Fabrik Kalbe. Noch vor Ende des Zweiten Weltkrieges, Anfang 1945, verlegte man den Firmensitz nach Halle/Saale. Es folgten 1947 die Enteignung und Überführung in Volkseigentum. Am 1. Januar 1952 wurden die Halleschen Salzwerke als VEB Hallesche Salzwerke Angersdorf dem Kaliwerk Teutschenthal angegliedert.
Seit dem 12. Mai 1992 gehören die Schachtanlage Angersdorf sowie die benachbarten und untertägig miteinander verbundenen Schachtanlagen Salzmünde und Teutschenthal der Gesellschaft GTS Grube Teutschenthal Sanierungs-GmbH.

### Gewerkschaft „Saale“
Gründung
Am 24. Juni 1910 durch Übernahme der Gerechtsame der im Jahre 1909 mit einem Kapital von 100.000 M begründete „Saale“ Bergwerksgesellschaft m.b.H. in Schlettau bei Halle a.S. Erster Repräsentant war O. Scheiding, Bergwerksdirektor, Halle/Saale.
Gerechtsame
Das durch Konsolidation entstandene Bergwerk „Saale“ hatte eine Fläche von 14.488.703 m², belegen in den Gemarkungen Schlettau, Passendorf, Zscherben, Lieskau, Forstrevier Dölauer Heide, Granau, Nietleben und Bennstedt. Im Lageplan der Gerechtsame (siehe Abbildung rechts oben) liegt mitten auf der Gerechtsame der Gewerkschaft Saale eine Gerechtsame namens „Louisenhall“. Das ist die Gerechtsame der Consolidirten Halleschen Pfännerschaft betreffend die Braunkohlengrube Alt-Zscherben, welche die Hallesche Pfännerschaft am 29. April 1868 zusammen mit der ehemals Königl. preußischen Braunkohlengrube zu Langenbogen sowie der Königlichen Saline Halle vom Fiskus übernommen hatte.
Zweischachtfrage*
Durchschlägig mit dem Schacht der Halleschen Kaliwerke, welcher 730 m vom Schacht Saale entfernt liegt.
*Schon vor der Jahrhundertwende bestand im Oberbergamtsbezirk Clausthal eine Bestimmung, wonach für alle Bergwerksanlagen zwei voneinander getrennte fahrbare Ausgänge nach oberhalb des Tages vorhanden sein sollten, also eine Soll-Vorschrift. Hier, im Oberbergamtsbezirk Halle, war es für Salzbergwerke einer besonderen Bestimmung des Oberbergamtes vorbehalten, ob und bis zu welchem Zeitpunkt solche mit einem zweiten Ausgang zu versehen waren. Die Folge war, dass im Bezirk Halle die meisten im Aufbau befindlichen Kalibergwerke zunächst nur einen Schacht besaßen. Als sich jedoch auf dem Kalibergwerk Frisch-Glück bei Eime im Jahre 1902 eine Schlagwetterexplosion ereignete, drängte der Preußische Minister für Handel und Gewerbe die Oberbergämter in Halle und Clausthal, den zweiten Ausgang auch im Kalibergbau grundsätzlich zu verlangen. Da der Schacht eines Nachbarbergwerkes als zweiter fahrbarer Ausgang angesehen werden konnte, sofern unter Tage eine Verbindung in das benachbarte Grubenfeld hergestellt wurde, war der Forderung nach einem zweiten Ausgang Genüge getan. 
Stilllegung
Die Einstellung der Förderung geschah bereits 1912. Die Förderquote übernahm die „Hallesche Kaliwerke Aktiengesellschaft“, welche im Besitz sämtlicher Kuxe der Gewerkschaft Saale war.
Im Jahre 1925 wurde die Stilllegungserklärung bei der Kaliprüfungsstelle bis zum Jahre 1953 abgegeben (Anlass sowie die rechtlichen Grundlagen der Stilllegung sind hier beschrieben). Die Kaliprüfungsstelle erteilte dem Werk im Jahre 1925 eine Beteiligungsziffer von 67 % der durchschnittlichen Beteiligung aller Kaliwerke. Im Jahre 1926 erfolgte die Stilllegung. Der Schacht der Gewerkschaft wurde fortan als zweiter fahrbarer Ausgang für die Hallesche Salzwerke AG betriebsfähig gehalten.

## Der Bau der Schächte Saale und Halle

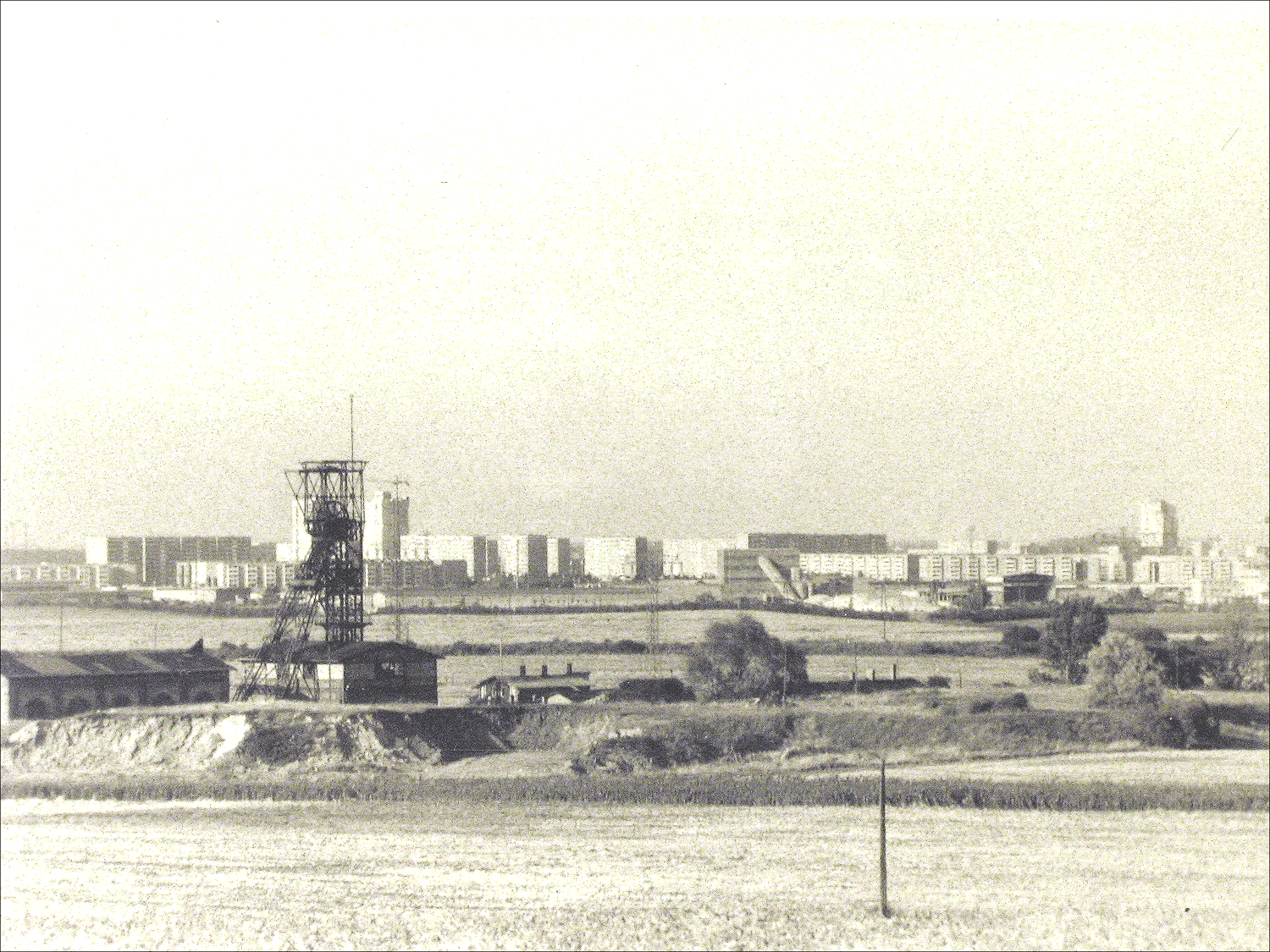
Blick auf die Schachtanlage Saale; im Hintergrund die Silhouette von Halle-Neustadt

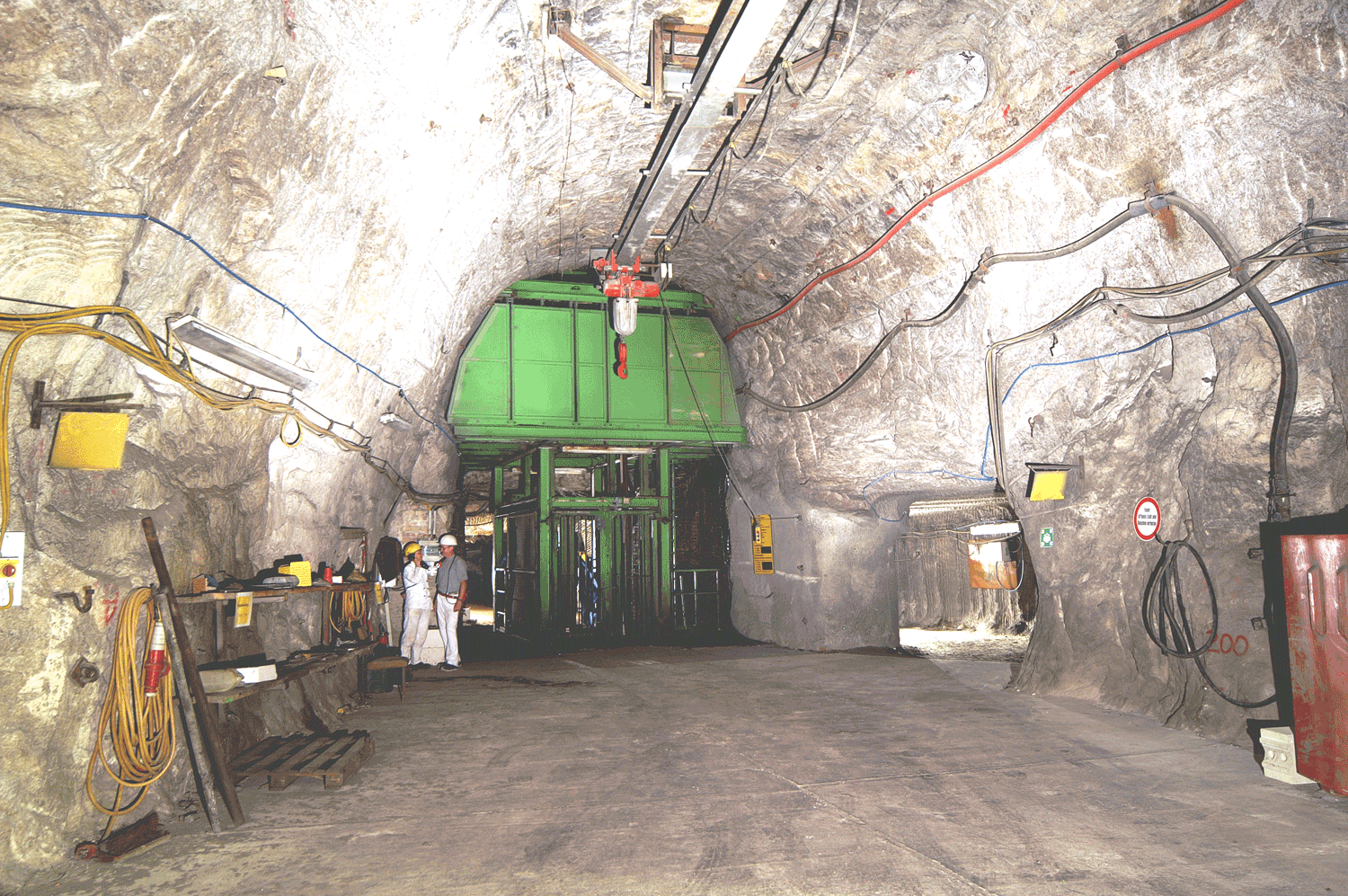
Ansicht des Füllortes Schacht Halle

### Schacht Halle
Das Schachtabteufen Halle erfolgte vom 8. Juli 1908 bis 18. Juli 1910 bis zur Endteufe von 761,0 m. Die Schachtscheibe hat einen Durchmesser von 5,50 m, der Schachtmund liegt auf 102,81 m ü. NHN.
Folgender Ausbau wurde eingebracht:
0,0–3,0 m Mauerung; 3,0–266,0 m Deutsche Tübbings; 266,0–743,0 m Eisenbeton; 743,0–759,0 m Deutsche Tübbings; 759,0–761,6 m Eisenbeton.
Füllörter befinden sich hier: eine Steinsalz-Wettersohle bei 628,2 m (626-m-Sohle); eine Steinsalz-Fördersohle bei 645,6 m (646-m-Sohle); eine Kali-Wettersohle bei 728,9 m (729-m-Sohle) sowie eine Kali-Fördersohle bei 739,5 m (740-m-Sohle).

### Schacht Saale
Teufbeginn war am 1. Januar 1910. Am 12. November 1912 wurde im Schacht bei 825 m Teufe das Kalilager angefahren. Bei 840 m und 849 m wurden Füllörter angesetzt. Der Schacht wurde 1913 letztlich auf 860,7 m Endteufe niedergebracht. Durchmesser der Schachtröhre 5,50 m; der Schachtmund liegt auf 96,17 m ü. NHN
Der Schacht ist wie folgt ausgebaut:
0,0–3,7 m Deutsche Tübbings; 3,7–8,5 m Mauerung; 8,5–32,0 m Deutsche Tübbings; 32,0–41,0 m Mauerung; 41,0–369,0 m Deutsche Tübbings; 369,0–860,7 m Mauerung.
Am Schacht sind zwei Sohlen angeschlagen: eine Wettersohle bei 839,7 m (840-m-Sohle) und die Fördersohle bei 848,7 m (848-m-Sohle).

## Der Bergwerksbetrieb

### Aus- und Vorrichtung, Abbau- und Versatzverfahren

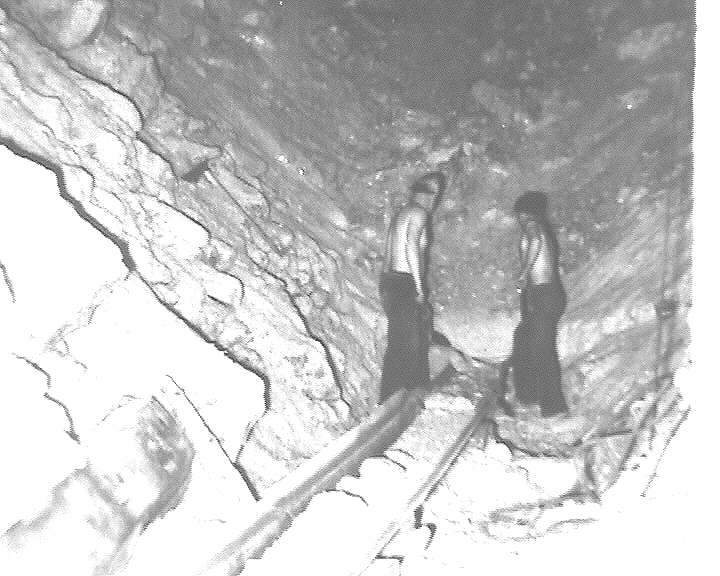
Abfördern des Haufwerks mittels Schüttelrutsche in einer First des Grubenfeldes Halle

In den Grubenfeldern der Schächte Halle und Saale wurden in dieser zeitlichen Reihenfolge zuerst Carnallitit des Staßfurtflözes (K2), dann Steinsalz der Leineserie (Na3) und zuletzt Steinsalz der Staßfurtserie (Na2) abgebaut. Das Hohlraumvolumen der Baufelder betrug ca. 2 Mio. m3 (davon je 1 Mio. m3 im Staßfurt-Carnallitit als auch im Leine-Steinsalz) [nach PELZEL et al.,1978, ff].
Die Solkavernen im Staßfurt-Steinsalz haben ca. 1 Mio. m3 Volumen und sind mit Vollsole gefüllt.
Im Grubenfeld der Gewerkschaft Saale wurden nur Strecken aufgefahren. Ein Abbau von Carnallitit erfolgte hier nur kurzzeitig im Jahr 1916 nach dem Gebirgsschlag im Westfeld des Schachtes Halle.
Im März 1913 erfolgte der Durchschlag zum Grubenfeld des Schachtes Halle.
Im Grubenfeld der Halleschen Kaliwerke wurde im Zeitraum vom 8. Februar 1911 bis ins Jahr 1928 von der 740-m-Sohle aus in streichend und schwebend aufgefahrenen Abbaukammern Carnallitit des Kaliflözes Staßfurt gewonnen.
Im Wesentlichen wurden folgende Abbauparameter angewandt: Abbaubreite 10–20 m; Pfeilerbreite 5–20 m; Abbauhöhe 7–10 m.
Ab 1923 wurde in den schwebenden Abbaukammern die Schüttelrutschenförderung eingeführt. In die Abbaukammern wurde Teilversatz eingebracht, der ca. 2/3 des ursprünglichen Hohlraumes ausfüllte. Nach dem Gebirgsschlag im Westfeld im Jahre 1916 wurde die Carnallititgewinnung von der östlichen 740-m-Sohle aus aufgenommen. Kalisalz wurde aus den Oberwerks- und Unterwerksabbauen in Nähe des Schachtes Halle gewonnen. 1928 begannen die Streckenauffahrungen in dem ca. 100 m darüber liegenden Leine-Steinsalz zur Vorbereitung der Steinsalzgewinnung.
Im selben Jahr wurde die Carnallititgewinnung beendet.
Von 1928 bis 1965 wurde auf der 646-m-Sohle Leine-Steinsalz abgebaut. Das Abbauverfahren war der übliche Firstenkammerbau ohne Versatz. Die Abbaue sind schwebend angeordnet mit den Parametern: Abbaubreite 20 m; Pfeilerbreite 20 m; Abbauhöhe 12–15 m, Abbaulänge 80–100 m. Das Steinsalzabbaufeld hat eine Gesamtausdehnung von 1500 m in streichender und 120–150 m in querschlägiger Richtung.
Zuerst im Westfeld: 19 Abbaue im Firstenkammerbau-Verfahren (Abmessungen der Abbaukammern: Länge 80 m; Breite 20 m; Höhe 13–15 m: Pfeilerstärke 20 m).
Dann im Ostfeld: mit den gleichen Kammerdimensionen ab 1953. Ab 1956 wurde die Länge der Abbaue auf 100 m ausgeweitet. Hier entstanden bis zur Einstellung dieser Art der Steinsalzförderung 17 Abbaukammern. Die Abbauförderung des Steinsalz-Haufwerkes geschah von 1928 bis Betriebsende durch den Einsatz von Schüttelrutschen (siehe oberes rechtes Foto).
Ab 1963 bis 1965 wurden streichend aus der „Unteren Wetterstrecke“ heraus in östlicher und westlicher Richtung die Abbaukammern „Streichender Abbau West“ (ca. 240 m lang, 20 m breit und 8 m hoch; Stapelvolumen ca. 29.000 m3) und „Streichender Abbau Ost“ (ca. 120 m lang, 20 m breit und 2–8 m hoch; Stapelvolumen etwa 5.000 m3) aufgefahren und das Haufwerk mittels Schrapper abgefördert.

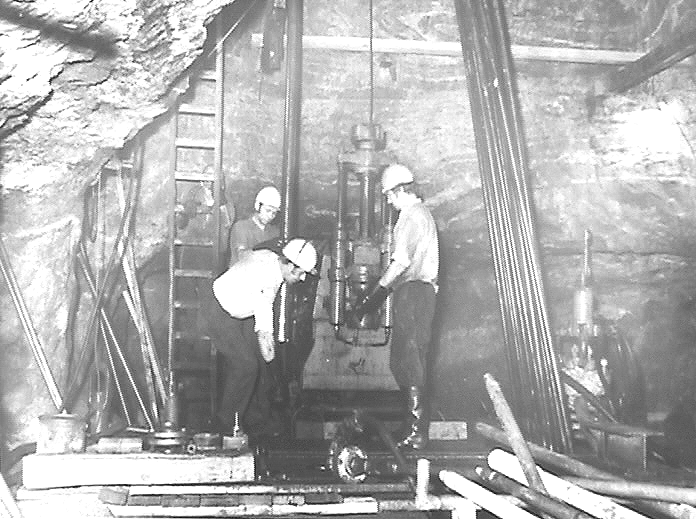
Abteufen der UT-Bohrung im Grubenfeld Halle für die Solkaverne III

Im Jahre 1965 wurde die Steinsalzförderung eingestellt und es begann die untertägige Bohrlochaussolung. Das Staßfurt-Steinsalz (bis 300 m mächtig) wurde durch gelenktes Aussolen in 3 Untertage-Bohrungen gewonnen. Die Sonden I und II befinden sich in der Verbindungsstrecke zwischen den Schächten Halle und Saale. Der Ansatzpunkt der Sonde III liegt ca. 150 m südöstlich des Schachtes Halle.
Sonde I (Ansatzpunkt bei −755,4 m NN; Bohrlochteufe 188,5 m), am 16. Januar 1965 in Betrieb genommen, musste bereits 1974 wegen Undichtheit im Bereich der hangenden Steinsalzschwebe stillgelegt werden.
Sonde II (Ansatzpunkt bei −754,6 m NN; Bohrlochteufe 194,0 m; Inbetriebnahme 1966) wurde als Reservekaverne seit September 1975 auch nicht mehr betrieben. Beide Sonden befinden sich in der Verbindungsstrecke zwischen den Schächten Halle und Saale.
Sonde III (Ansatzpunkt bei −636,6 m NN; Bohrlochteufe 225,2 m; Inbetriebnahme am 15. Juni 1973) ca. 150 m südöstlich vom Füllort der Kalisohle des Schachtes Halle gelegen, war ab 1975 die Hauptproduktionssonde (das rechte Foto zeigt das Abteufen der Sondenbohrung). Sonde III wurde nach 6 Jahren Betriebszeit, am 7. Dezember 1979 außer Betrieb gesetzt.
Fortan wurde die Solegewinnung durch zwei Übertage-Sonden realisiert. Diese liegen außerhalb des Grubenfeldes, wurden nach Einstellung der Soleförderung 1993 „nachgesolt“ und dienen bis dato der unterirdischen Gasspeicherung.

## Das abgebaute Salinar

### Das Staßfurt-Steinsalz
Dass Staßfurt-Steinsalz bergmännisch gewonnen wurde, ist nur aus mündlichen Überlieferungen älterer Hauer bekannt geworden. Die Gewinnungsorte sind unsicher. Möglicherweise ist z. B. das Abfördern von Salzen aus der Verbindungsstrecke der Schächte Halle und Saale als „Steinsalzförderung“ angesprochen worden. Der Hauptteil des Staßfurt-Steinsalzes wurde mittels Bohrloch-Aussolung gewonnen.
Bei der Aussolung sind wegen der zu belassenden Schweben gegen die Strecken hauptsächlich die mittleren und liegenden Partien des Staßfurt-Steinsalzes erfasst worden. Für die Bauscheibe der Sonden I und II ist ein durchschnittlicher NaCl-Gehalt von 88,53 % ermittelt worden.

### Das Kalilager Flöz „Staßfurt“
Hierzu kann auf die Ausführungen über das Grubenfeld Teutschenthal verwiesen werden, da die geologischen Positionen des Kalilagers in beiden Grubengebäuden gleich sind.
Über die Lage der Abbaue im Niveau des Kalilagers (stratigraphische Einordnung der Bauscheibe) ist nichts Exaktes bekannt. Jedoch scheint eine Gewinnung hauptsächlich im Bereich oberhalb der 10. Unstrutbank umgegangen zu sein.
Dafür sprechen u. a. verschiedene Tonbrüche, die sich ereigneten, weil die Schweben von 1 bis 2 m gegen den Deckanhydrit/Grauen Salzton zu gering waren.
Die Carnallititgewinnung erfolgte in den Jahren 1911 bis 1928 mittels Kammerbauverfahren und Teilversatz. Die Abbaukammern erhielten streichende und schwebende Anordnung und wurden zu etwa 70 % des Abbauhohlraumes versetzt.

### Das Leine-Steinsalz
Das Leine-Steinsalz der Schachtanlage Angersdorf ist als Randfaziessalz ausgebildet.
Die Ronnenberg-Gruppe (Orange-Basis-Salz, Linien- und Bändersalz) ist nicht bzw. abweichend vom Normalprofil der Leine-Serie entwickelt.
Anhydritmittelsalz, Schwaden- und Tonflockensalz sind vorhanden, im Einzelnen aber nicht scharf voneinander abzugrenzen.
Von 1928 bis 1965 wurde das Leinesteinsalz im Firstenkammerbau ohne Versatz dicht über dem Carnallititfeld, westlich und östlich des Schachtes Halle, in ca. 650 m Teufe gewonnen. Die Abbaukammern wurden mit leichter Firstwölbung streichend und schwebend aufgefahren. Die maximale Abbauhöhe beträgt 15 m bei Pfeilerbreiten von 20 m.
Die Mächtigkeit des Leine-Steinsalzes beträgt durchschnittlich 50–53 m, abgebaut wurden davon 12,5–15,0 m. Die Abbausohle der Steinsalzfirsten lag rd. 25 m über dem Hauptanhydrit. Von der Kammerfirste bis zum Roten Salzton verblieb ein Salzpaket von rd. 17 m. Bedingt ist diese „Schwebe“ durch die nach dem Hangenden zunehmenden tonigen Verunreinigungen, die auch in Form von Tonlösern beim Abbau größere Schwierigkeiten bereiten. Die Steinsalzabbaue sind unversetzt.
Charakteristisch für das Leine-Steinsalz von Angersdorf sind eingelagerte Steinsalznester, die sporadisch im Abbauhorizont vorkamen und Größen von einigen Kubikmetern erreichten. Sie bestanden aus wasserklarem Kristallsalz mit Laugeneinschlüssen und Gasbläschen.

## Die fabrikatorische Verarbeitung der geförderten Salze

### Schachtanlage Saale
Da im Grubenfeld dieser Schachtanlage weder Carnallit noch Steinsalz abgebaut worden ist, fand hier auch keine fabrikatorische Verarbeitung statt. Angedacht war im Falle späteren Abbaus von Salzen, diese in den Fabriken der Halleschen Kaliwerke zu verarbeiten. Dennoch besaß die Gewerkschaft bereits eine „Endlaugenkonzession“ über die Ableitung anfallender fabrikatorischer Kali-Endlaugen in die Saale oberhalb der Stadt Halle für täglich 5000 dz Carnallitverarbeitung. Diese Erlaubnis wurde der Halleschen Kaliwerke Aktiengesellschaft übertragen.

### Schachtanlage Halle
Am 1. Oktober 1907 wurde mit dem Bau der Tagesanlagen und der 1350 m langen Anschlussbahn zum Bahnhof Schlettau begonnen. Die Genehmigung zur Endlaugenableitung der zu bauenden Chlorkaliumfabrik in die Saale oberhalb der Stadt Halle mit täglich 5000 dz Carnallitverarbeitung wurde vom Bezirksausschuß Merseburg bereits erteilt, noch bevor der Fabrikbau entstand. Diese Anlage besaß bei der Neuerrichtung eine Mahlanlage mit zwei Mühlensystemen, sechs Rühr-Lösekessel, eine Kieserit-Gewinnungs- und Waschanlage, zwei komplette große Verdampfstationen (System Sauerbrey), eine Hilfs-Verdampf- und Vorwärmeanlage, einen Kristallisierraum mit 217 Kristallisierkästen mit 5702 m3 Fassungsvermögen, eine Trockenstation mit zwei Trommeltrocknern sowie einen Lagerraum für mindestens 60.000 dz abgepackter Salzprodukte. Anfang 1911 begann die fabrikatorische Verarbeitung des Rohsalzes. 1925/26 wurden eine Brom- sowie eine Chlormagnesiumfabrik errichtet. Hergestellt wurden Kalidüngesalze, Chlorkalium, schwefelsaures Kalimagnesia und Kieserit.
An Kalifabrikaten wurden in den Anfangsjahren z. B. geliefert: 1911 22.557 dz K2O, 1912 52.653 dz K2O, 1913 63.489 dz K2O. Die Absatzquotierung insbesondere nach dem Ersten Weltkrieg und dem folgenden Verlust der Monopolstellung der deutschen Kaliindustrie engte den Absatz stark ein. So belegt im Archivgut das Maximum des Absatzes dieser Kaliprodukte für das Jahr 1922 82.720 dz K2O.
Infolge der Entwicklung in der Kaliindustrie Anfang der 1920er Jahre, die allgemein auf eine Konzentration der Förderung und Verarbeitung von Kalisalzen auf Werke mit großer Produktion hinauslief, wodurch die Konkurrenzfähigkeit der kleineren Kaliwerke immer mehr eingeschränkt wurde, sah sich die Gesellschaft im Jahre 1928 veranlasst, ihre bisherige Haupttätigkeit, nämlich den Kalibergbau, aufzugeben und ihre Quote im Kali-Syndikat und ihre Beteiligungen an der Nebenprodukt-Erzeugung und -absatz einschließlich der entsprechenden Quoten der Gewerkschaft „Saale“, deren sämtliche Kuxe sich in ihrem Besitz befanden, mit Wirkung ab 1. Januar 1929 bis zum 31. Dezember 1953 auf die „Kaliwerke Salzdetfurth A.-G.“1 zu übertragen.
1Hervorgegangen aus der Aktiengesellschaft für Bergbau und Tiefbohrung in Goslar, einer Gründung des FÜRSTEN HENCKEL VON DONNERSMARCK und des HÜTTENDIREKTORS OSKAR SCHRADER
Im Januar 1928 begann die Förderung von Steinsalz; im Dezember des gleichen Jahres erfolgte die Einstellung der Carnallitförderung.
Die Tagesanlagen wurden zum Teil für die Errichtung einer modernen Saline nutzbar gemacht. Die Salinenanlage bestand aus 10 Siedepfannen, von denen zwei mit automatisch arbeitender Austragsvorrichtung versehen waren. Die zur Erzeugung von Siedesalz erforderliche Sole wurde durch übertägiges Auflösen bergmännisch gewonnenen Steinsalzes hergestellt. Des Weiteren entstand eine Trocken-Sichteranlage sowie eine Paketieranlage zur Herstellung von Paketsalz. Die Saline besaß eine jährliche Produktionskapazität von 40.000 t Siedesalz.
Die für den Salinenbetrieb benötigte Sole wurde in fünf gemauerten Löseteichen hergestellt, in welchen das bergmännisch gewonnene und zutage geförderte Steinsalz verlöst wurde.
| Jahr                     | 1938  | 1945  | 1946  | 1947  | 1948  | 1949  | 1950  | 1951  | 1952  | 1953  | 1954  | 1955  | 1956  | 1957  | 1958  | 1959  | 1960  | 1961  | 1962  | 1963  | 1964  | 1965  | 1966  | 1967  | 1968  | 1969  |
| Steinsalz-Förderung      | 22306 | 24632 | 35920 | 54570 | 58466 | 53173 | 58850 | 51856 | 55384 | 55894 | 66360 | 63457 | 69007 | 67039 | 68579 | 76460 | 85239 | 79463 | 84289 | 85693 | 76375 | 17205 | -     | -     | -     |       |
| Produktion von Siedesalz | 18930 | 15170 | 15246 | 11562 | 12995 | 11063 | 18763 | 18977 | 15056 | 18893 | 17977 | 17411 | 19324 | 20872 | 20176 | 19382 | 18503 | 17333 | 19153 | 21110 | 20544 | 20891 | 22131 | 23894 | 25004 | 12289 |

Die Steinsalzförderung wurde zum Jahresende 1966, die Siedesalzproduktion im Juli 1969 eingestellt. Die technischen Anlagen wurden danach auf die Gewinnung von Bischofit (MgCl2-fest) umgestellt.

## Der Gebirgsschlag von 1916
Am 22. Januar 1916 ereignete sich in dem in 740 m Teufe gelegenen Carnallititfeld ein Gebirgsschlag. Die betroffene Baufeldgröße betrug etwa 30.000 m2 (ca. 100 m querschlägig und 300 m streichend). Von den 13 betroffenen Abbauen – ihre Dimensionierung war recht unterschiedlich – waren 10 als versetzt gekennzeichnet. So waren die in den Jahren 1910–1913 im südlichen Teil des Bruchfeldes aufgefahrenen Abbaue 20 m breit, 9 m hoch und 100 m lang. Die Pfeilerbreite zwischen zwei Abbauen betrug 15 m. Ebenfalls die 1913 im NW-Teil aufgefahrenen Abbaukammern maßen hingegen 15 m Breite, 9 m Höhe und 200 m Länge. Die Pfeiler zwischen zwei Abbauen waren nicht streng geometrisch und schwankten in ihrer Breite zwischen 10 und 20 m. Nordöstlich des Bruchfeldes waren die 1914–1915 angelegten Kammern wesentlich kleiner. Ihre Breite betrug 9–12 m, die belassenen Pfeiler waren lediglich 6 bzw. 8 m breit.
Als Versatz wurde höchstwahrscheinlich fabrikfeuchter Verarbeitungsrückstand verwendet. Es wurde von Versatzlaugen berichtet, die sich in tieferliegenden Abbauen sammelten und dort zur Pfeilerschwächung führten. Die Stützwirkung des Versatzes muss als gering eingeschätzt werden.
Der Freiraum zwischen Versatz und Firste wird von verschiedenen Autoren mit ca. 0,4 m eingeschätzt. Hinsichtlich der Qualität des Versatzes sind die Ausführungen von PFORR (1961) aufschlussreich: Die Baue des Bruchfeldes liegen zum größten Teil im tachhydritreichen Lagerteil. Man hatte insbesondere Schwierigkeiten mit der fabrikatorischen Verarbeitung des Carnallitits, welcher stark zur Schlammbildung neigt. Dieser hohe Schlammanteil hat sich auch negativ auf die Versatzeigenschaften des Fabrikrückstandes ausgewirkt, besonders wegen des Feuchtigkeitsgehaltes und der durch den Schlamm bedingten schlechten Abflussmöglichkeiten der im Versatz enthaltenen Laugen.
Vom Königlichen Bergrevierbeamten wird in Auswertung des Gebirgsschlages mit Schreiben vom 6. März 1916 gefordert:
- trockenen Versatz einbringen
- Änderung der Abbauweise, d. h. kleinere Abbauräume und stärkere Pfeiler,
- auch Streckenpfeiler müssen 10 m breit sein,
- Versatz schnell einbringen (maximal 15 Monate nach dem Abbau).

Diese Hinweise bestätigen die Vermutung, dass in einem Teil der Abbaue des Bruchfeldes der Versatz nach 15 Monaten noch nicht eingebracht war, bzw. dass diese beim Eintreten des Gebirgsschlages noch nicht oder nicht vollständig versetzt waren. Im Hinblick auf den hohen Tachhydritgehalt des Pfeilermaterials und die sehr geringe Breite der Streckenpfeiler kann deren teilweise oder vollständige Zersetzung durch an MgCl2 ungesättigte, am Fabrikrückstand anhaftende Lösungen, nicht ausgeschlossen werden. Der Versatz war damit offenbar nicht in der Lage, die durch die extreme Unterdimensionierung bedingte Überlastung der Abbaupfeiler ausreichend zu kompensieren (MINKLEY W.; 2001).
Übereinstimmend wird in mehreren Quellen von erdbebenartigen Erschütterungen und einem heftigen Luftstoß berichtet, der dem Wetterstrom entgegenwirkte und den Einziehschacht für mehrere Minuten zum Ausblasen brachte. Dies ist als Folge einer Kompression der Luft in den Abbauen durch den Konvergenzsprung und die hereinbrechenden Pfeiler zu deuten. Weiter wird von einer relativ gleichmäßigen Senkung der Firste um einen Betrag berichtet, der mit 10 – 20 cm angegeben wird. Hinsichtlich der Magnitude dieses Gebirgsschlages gibt es keine messtechnisch belegten Werte. Eine Abschätzung auf Grundlage der Zusammenhänge zwischen Energiefreisetzung, Bruchfeldgröße, eingetretenem Konvergenzsprung und Spannungsabfall im Pfeilertragsystem liefert für die Lokalmagnitude ML= 3…3,5. Die Mehrzahl der im Gebirgsschlagfeld gelegenen Abbaue waren als unversetzt gekennzeichnet. Als Ursache für den Gebirgsschlag werden die statische Unterdimensionierung aufgrund der sehr schlanken Carnallitpfeiler und die mangelhafte Qualität, insbesondere die zu hohe Feuchtigkeit des Handversatzes gesehen (MINKLEY W.; 2003).

## Zustand der Schachtanlage im Jahre 2012

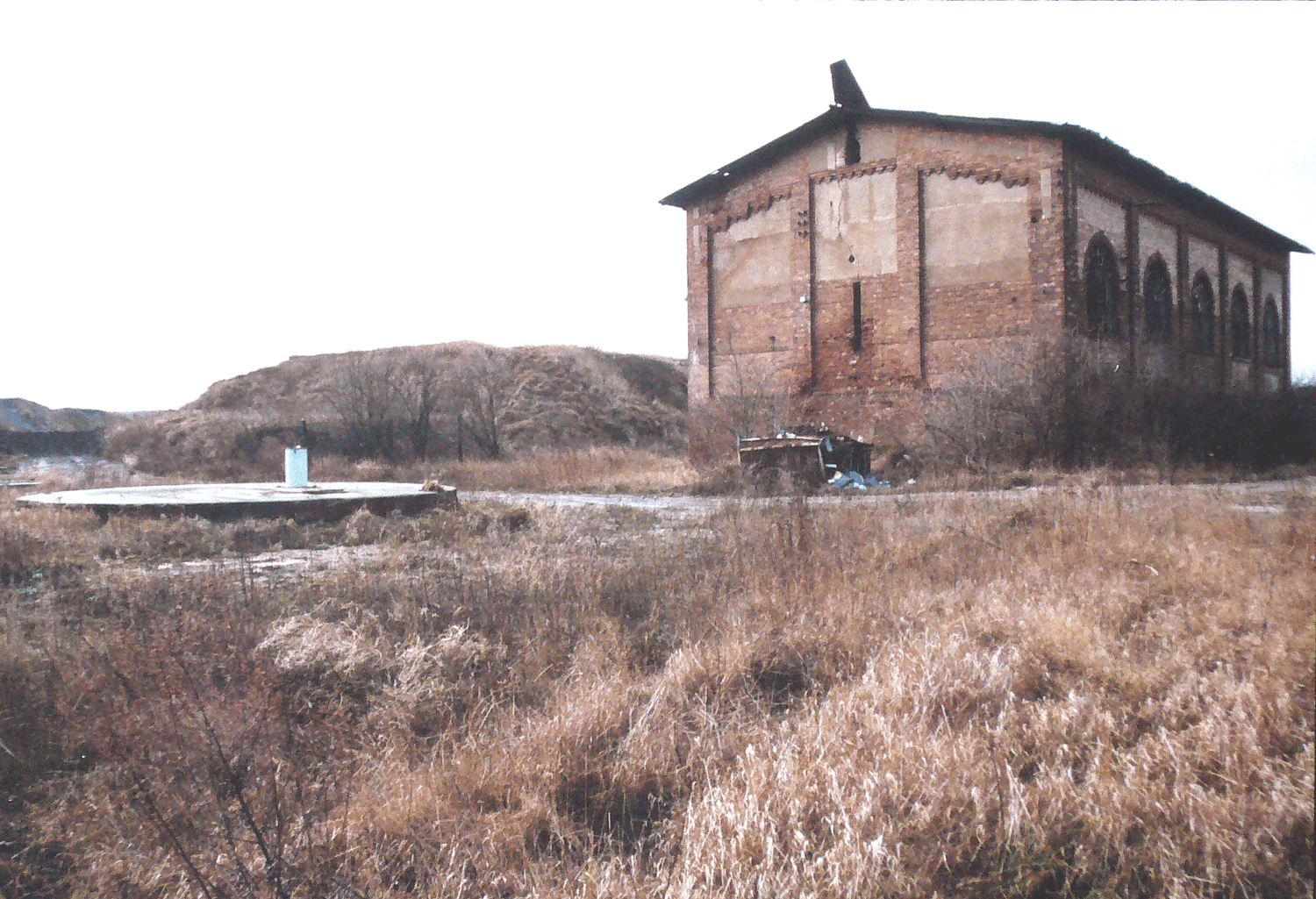
Abb. 1: Schachtabdeckung Schacht Saale im Januar 2000
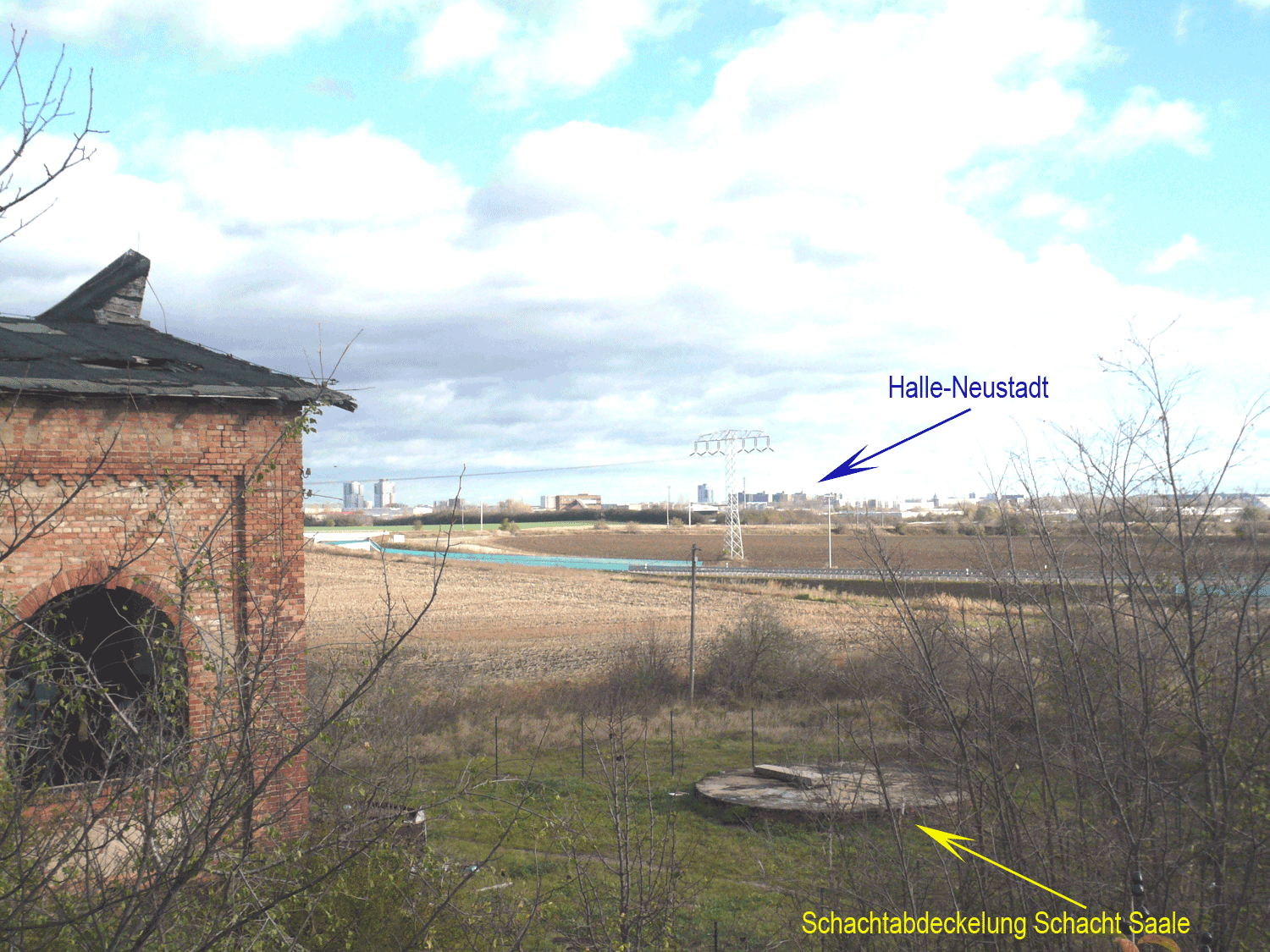
Abb. 2: Schachtabdeckung Schacht Saale am 2. November 2012
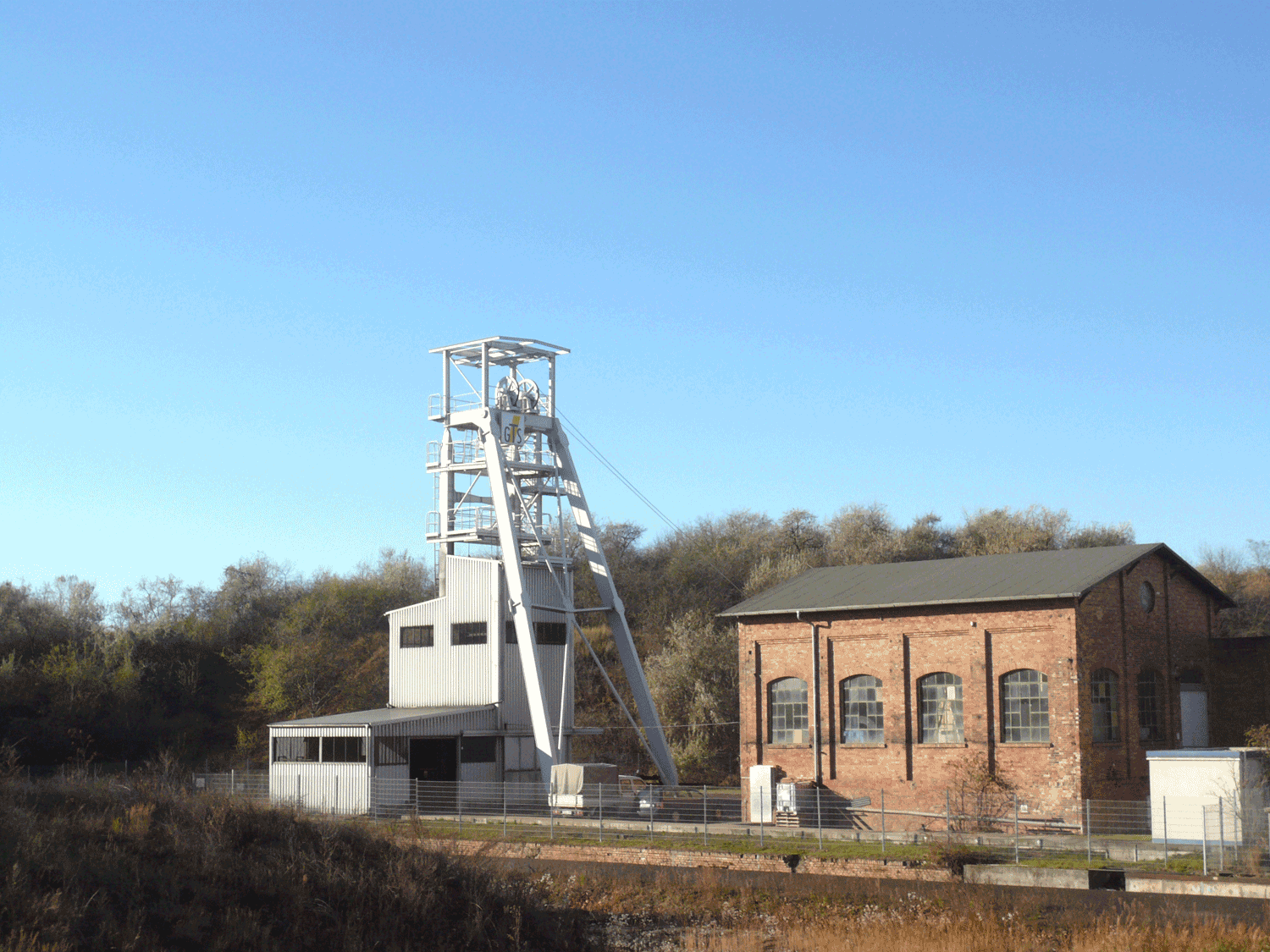
Abb. 3: Schachtanlage Halle am 2. November 2012
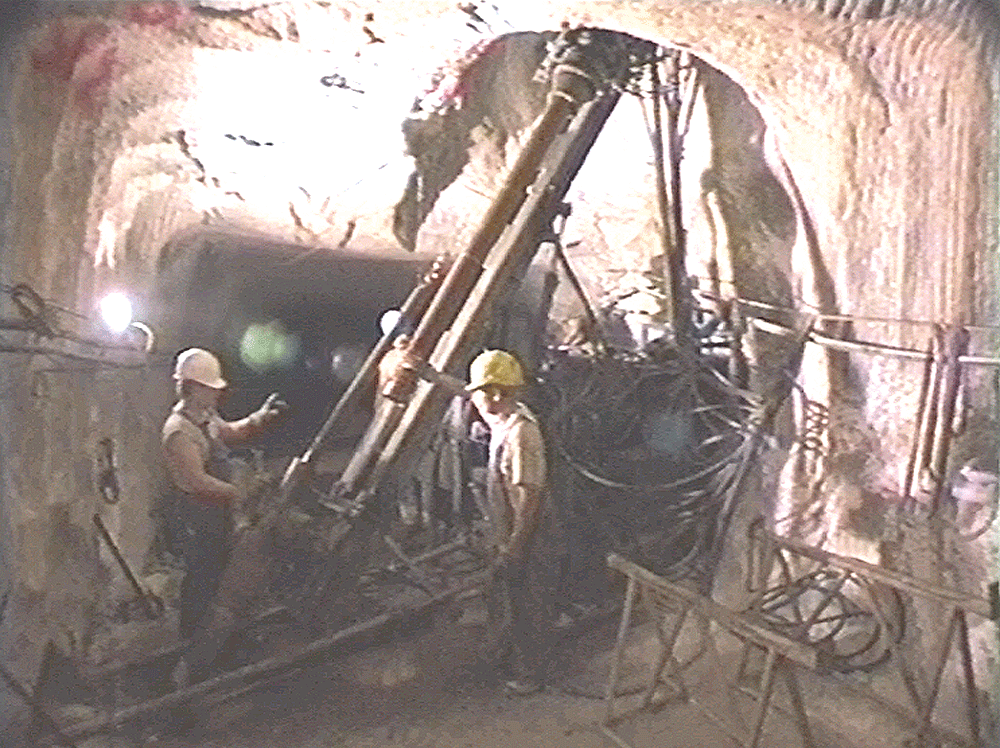
Abb. 4: Zielbohrung Solkaverne III
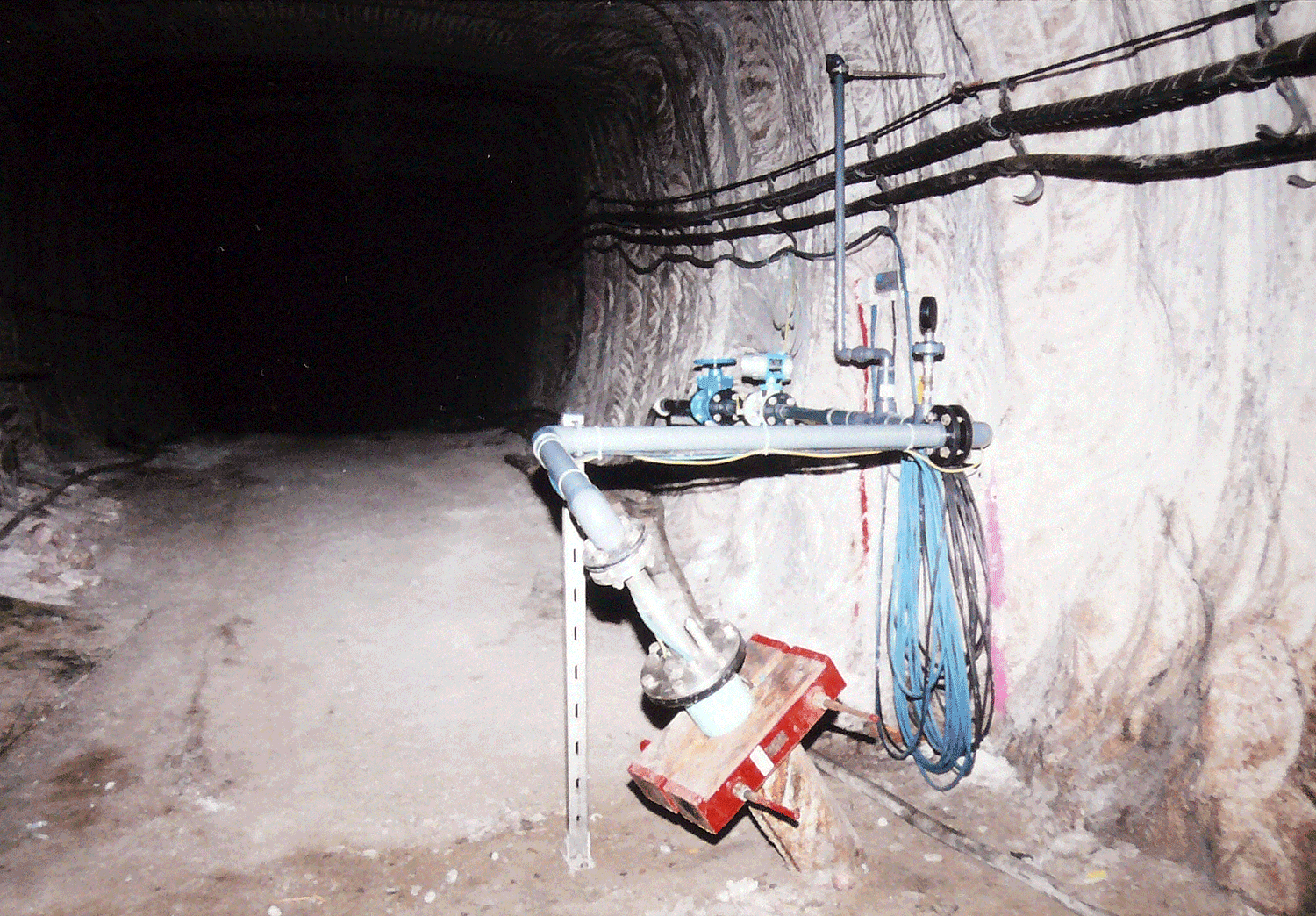
Abb. 5: Solehebung Solkaverne III

Schacht Saale wurde in den Jahren 1983/84 oberhalb des Salinars abgepfropft, das Fördergerüst wurde demontiert. Oberhalb des Pfropfens ist die Schachtröhre ersoffen. Die Schachtöffnung wurde mittels Betonplatte abgedeckelt (siehe Abbildung 1).
Schacht Halle wurde im Jahr 1988 abgepfropft. Der Pfropfen wurde jedoch aus betrieblichen Gründen (Wiederherstellung der Befahrbarkeit) 1992 wieder entfernt (siehe Abbildung 2).
Die Bergwerksgesellschaft GTS plant die Verwahrung des Grubenfeldes Angersdorf einschließlich beider Tagesschächte. Diese Planungen stehen kurz vor der Genehmigung. Für das Langzeitverhalten der Standfestigkeit des Grubenfeldes Angersdorf stellten KNOLL et al. (2000) fest, dass dies vor allem von den drei solegefüllten Kavernen im Staßfurt-Steinsalz (Na2) mit einem Gesamtvolumen von ca. 1,0 bis 1,1 Mio. m3 (gefüllt mit gesättigter NaCl-Lösung), von den gestapelten MgCl2-Lösungen im Feldesteil am Schacht Saale (ca. 0,1 Mio. m3 im Wesentlichen als „Q-Lösung“, das sind gesättigte Kalilaugen, entstanden aus ungelösten NaCl-Lösungen) sowie von lufterfüllten Hohlräumen im Niveau des Leinesteinsalzes (Na3) mit ca. 0,98 Mio. m3 Volumen sowie im Niveau des Kaliflözes Staßfurt mit ca. 0,48 Mio. m3 Resthohlraum bestimmt wird.
Die aus der Kaverne III durch die natürliche Konvergenz verdrängten Lösungen wurden seit 1999 als gesättigte NaCl-Lösungen über ein Bohrloch aus der Kaverne entnommen und im Streichenden Abbau West gestapelt (siehe Abb. 3 und 4). Damit werden sie von den Kaliabbauen ferngehalten und lösungskinetische Auswirkungen verhindert. Die Kavernen I und II befinden sich in Nähe des Schachtes Saale. Durch Konvergenz ausgepresste Lösungen erreichen das Kaliflöz im Bereich des Verbindungsflachens zwischen den Schächten Saale und Halle.
„Wenn nach neuen, der Geometrie der Abbaue besser angepassten geomechanischen Modellrechnungen die Stabilität der Schutzschichten in den Schwachstellen belegt ist, wie vorgesehen insbesondere die Steinsalzabbaue und die Kavernen verfüllt sowie die Salzlösungen gebunden werden können, ist das Grubenfeld Angersdorf nach dem Verschluss der Schächte aus geologischer Sicht langzeitsicher von der Hydro- und Biosphäre getrennt“ (REICHENBACH, W., 2005).